# Генгстдейк
Генгстдейк (нід. Hengstdijk) — село в нідерландській провінції Зеландія. Входить до муніципалітету Гюлст.
Його площа становить 15,38 км², а населення станом на 2021 рік складало 710 осіб.
Перша згадка про населений пункт датується 1161 роком.
До 1936 року мало статус окремого муніципалітету.